# 金原賢之助
金原 賢之助（きんばら けんのすけ、1897年11月30日 - 1959年1月18日）は、日本の経済学者。慶應義塾大学教授。

## 経歴
1897年に静岡県浜松市に生まれる。1916年に浜松商業学校を卒業後、慶應義塾大学部理財科に入学し、高橋誠一郎のゼミナールで学ぶ。1921年に同大学を卒業し、助手となる。1923年に慶應義塾大学予科教員となり、1925年から1928年まで欧米（イギリス、ドイツ、フランス、オーストリア、アメリカ）に留学する。1928年に慶應義塾大学経済学部助教授、1929年に教授となる。1937年に「世界経済の動向と金本位制度」の題目の論文で博士号を取得する。1946年に経済学部長となり、1957年に商学部設置に伴い商学部長・商学部教授となる。商学部長在任中の1959年に舌癌で逝去した。金融、財政、為替が専門。

## 著書
- 『国際金融総論（世界経済問題叢書）』（同文館、1931年）
- 『外国為替・金・銀（基礎経済学全集）』（東洋出版社、1934年）
- 『世界経済の動向と金本位制度』（巌松堂書店、1934年）
- 『貨幣ブロックに関する諸問題（銀行叢書）』（東京銀行集会所、1935年）
- 『世界貨幣制度上の若干問題（現代金融経済全集）』（改造社、1935年）
- 『金・貨幣の若干問題』（巌松堂、1936年）
- 『銀行実務法規解説（銀行実務講座）』（非凡閣、1936年）
- 『金融論講義案 第1冊』（金文堂、1937年）
- 『欧洲経済の危機（日本青年外交協会）』（戦時文化叢書、1938年）
- 『金融の常識』（千倉書房、1938年）
- 『日本戦時経済政策』（千倉書房、1938年）
- 『日本戦時物価政策論』（千倉書房、1939年）
- 『為替理論概説（最近経済問題叢書）』（甲文堂書店、1940年）
- 『戦時世界経済の物価・通貨・為替』（千倉書房、1940年）
- 『国際金融及び外国為替（慶応義塾大学講座経済学）』（慶応出版社、1942年）
- 『外国為替の基礎理論及び問題 外国為替論 第1部』（泉文堂、1952年）

### 共編著
- 『戦争と財政金融』（時潮社、1937年）
- 『国防経済論』（日本評論社、1938年）
- （浜田恒一）『金融統制と貿易政策（戦時・準戦時経済講座）』（改造社、1938年）
- 『経済学研究五講』（泉文堂、1949年）

### 翻訳
- （エドウアルド・ベルンシユタイン）『マルクシズム批判』（岩波書店、1926年）
- （フーゴー・ミュラア）『為替相場と物価』（同文館、1931年）
- （アーヴィング・フィッシャー）『アメリカ株式恐慌と其後の発展』（小高泰雄共訳、同文館、1932年）
- （S・E・トーマス）『産業金融論』（門脇良教共訳、同文館、1935年）
- （アーヴィング・フイッシャー）『貨幣の購買力』（高城仙次郎共訳、改造社、1936年）
- （グスタフ・カッセル）『金本位制度の没落』（金融研究会、1938年）